# 上仲百波
上仲 百波（うえなか ゆわ、1994年7月8日 - ）は、日本の元子役、俳優、元関西ジャニーズJr.である。兵庫県出身。

## 略歴
SOEIプロダクションに所属する。2002年、CM『奈良健康ランド』に出演し芸能界デビューを果たす。
2008年にジャニーズ事務所に移籍し、関西ジャニーズJr.の一員となったが、2011年に退社。

## 人物
- ヴァイオリンを得意とする。

## 出演

### テレビドラマ
- 11通の…出せなかったラブレター 第1通「天使のタイムレター」（2005年1月8日、朝日放送）少年 役

### 学校教育番組
- みてハッスルきいてハッスル（2005年 - 2009年、NHK教育テレビ）主人公・ツバサ 役

### CM
- JR東海リニアモーターカー
- 奈良健康ランド（2002年）
- オリオン 梅ミンツ
- ONOKORO

### イベント
- 都ホテル大阪 ブライダルショーモデル（2004年2月22日）
- みてハッスルきいてハッスル BK春のふれあい広場（2007年5月）